# Le Tréport
Le Tréport är en kommun i departementet Seine-Maritime i regionen Normandie i norra Frankrike. Kommunen ligger i kantonen Eu som tillhör arrondissementet Dieppe. År 2022 hade Le Tréport 4 417 invånare.

## Befolkningsutveckling
Antalet invånare i kommunen Le Tréport
| Referens: INSEE |

## Galleri

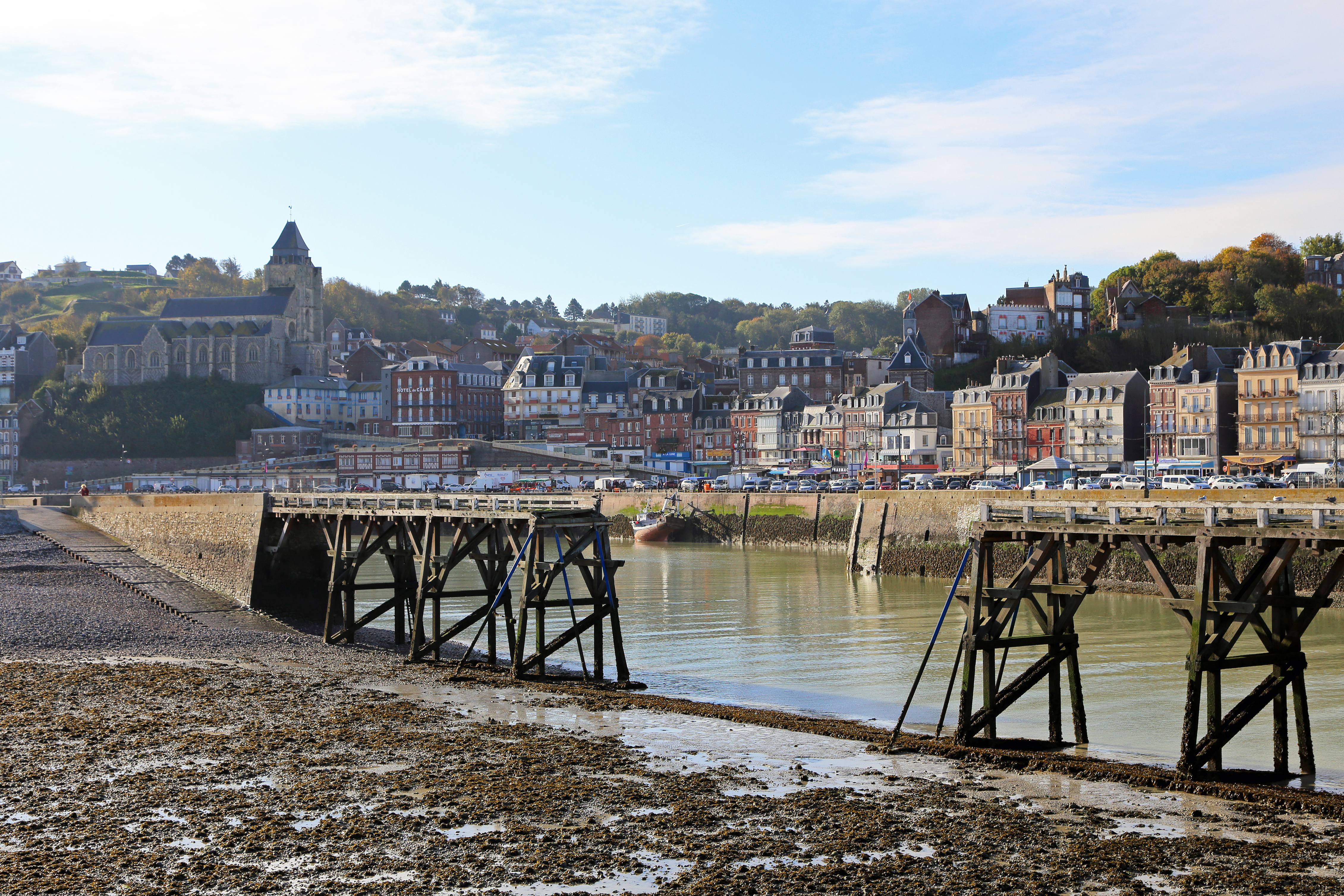
Le Tréport: allmän syn
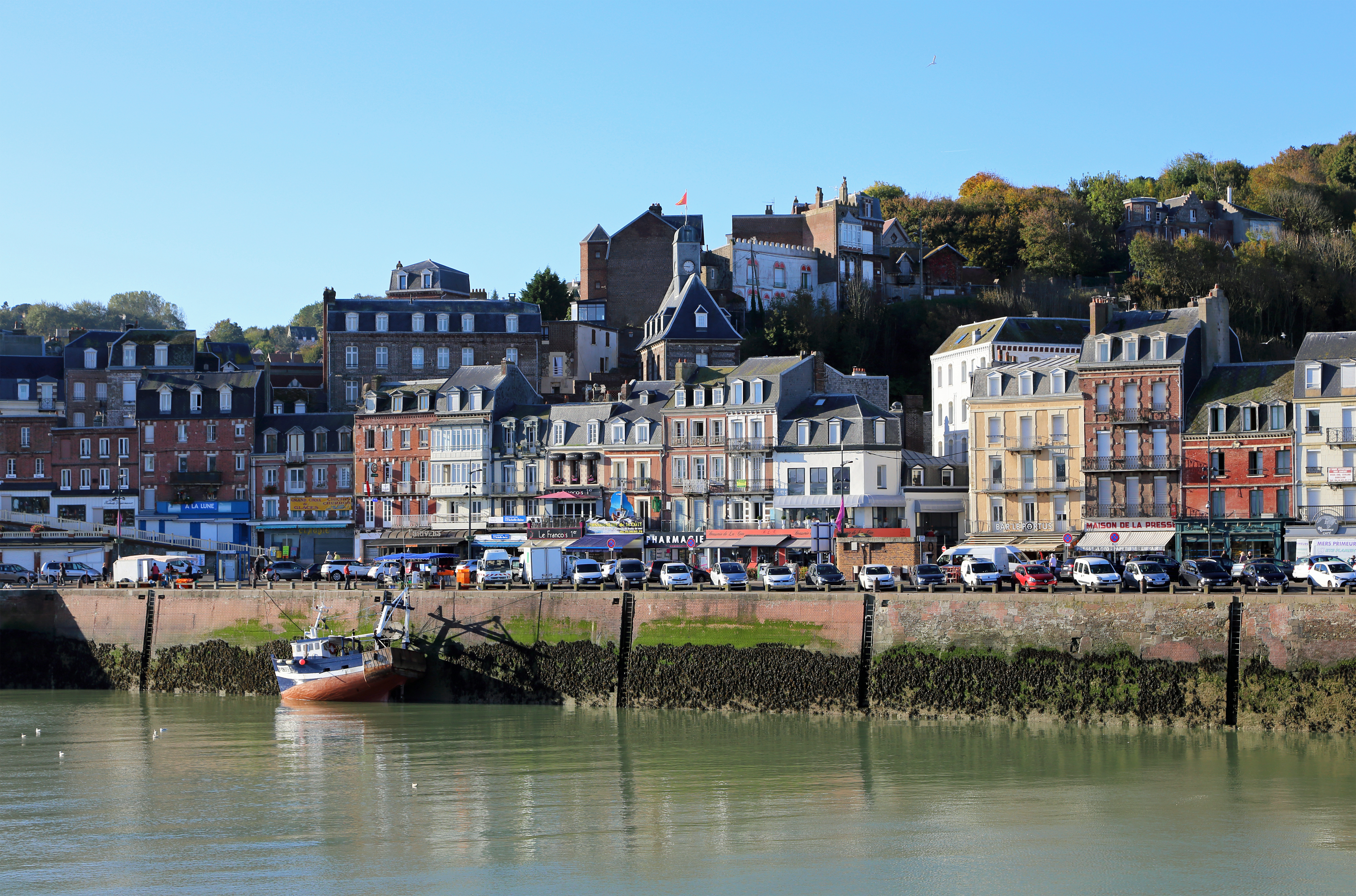
Quai François Ier
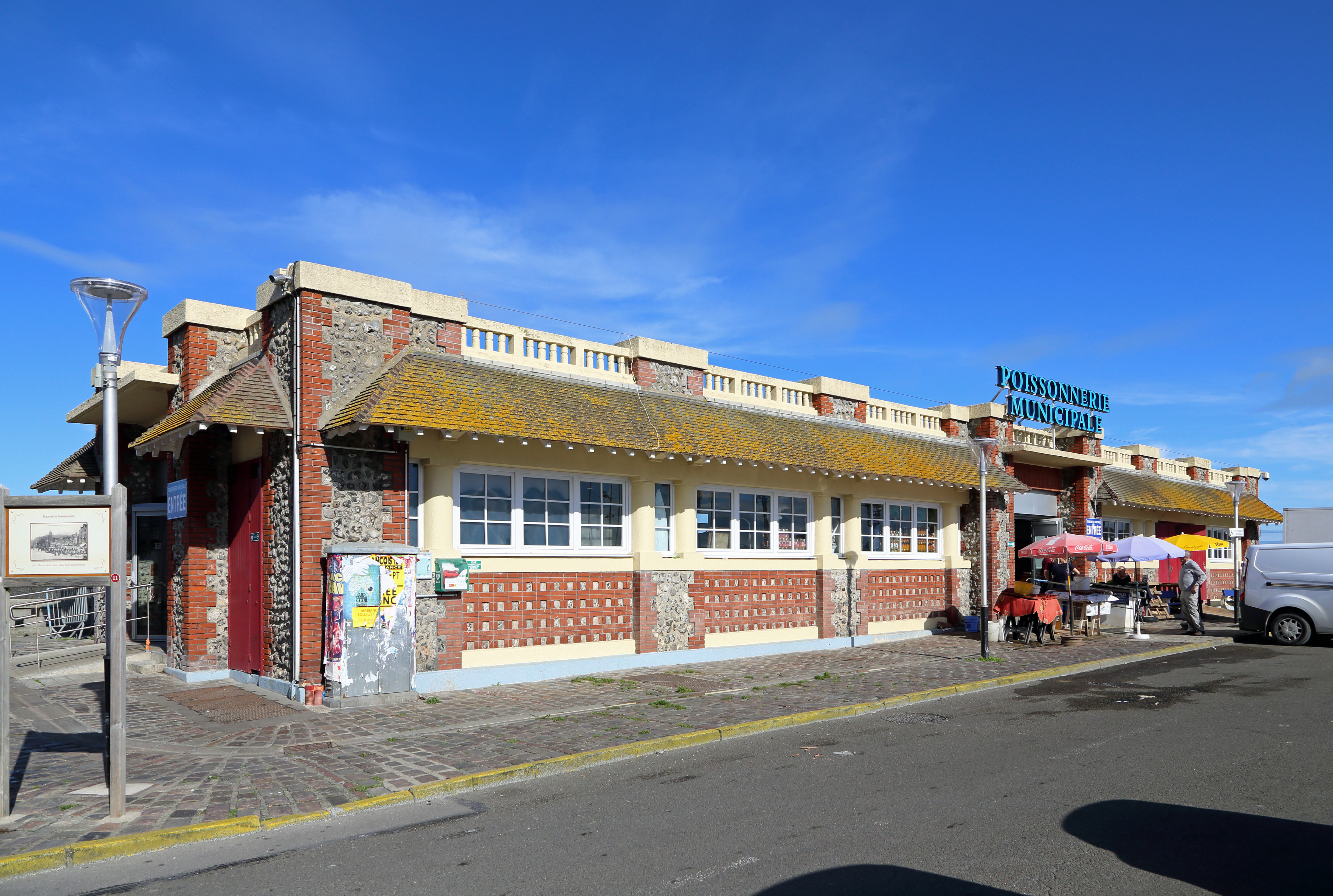
Fiskmarknad
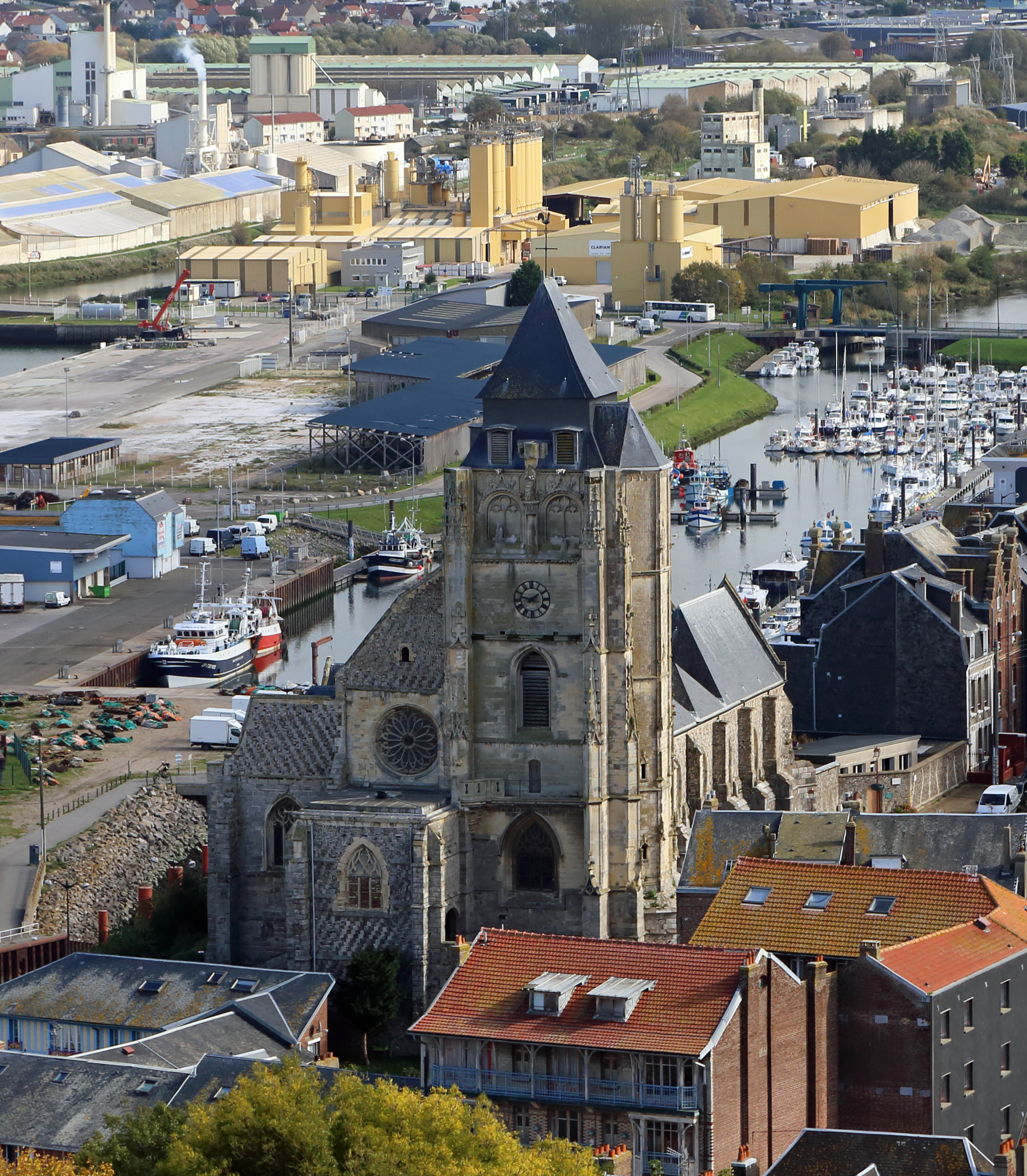
Saint-Jacques kyrka
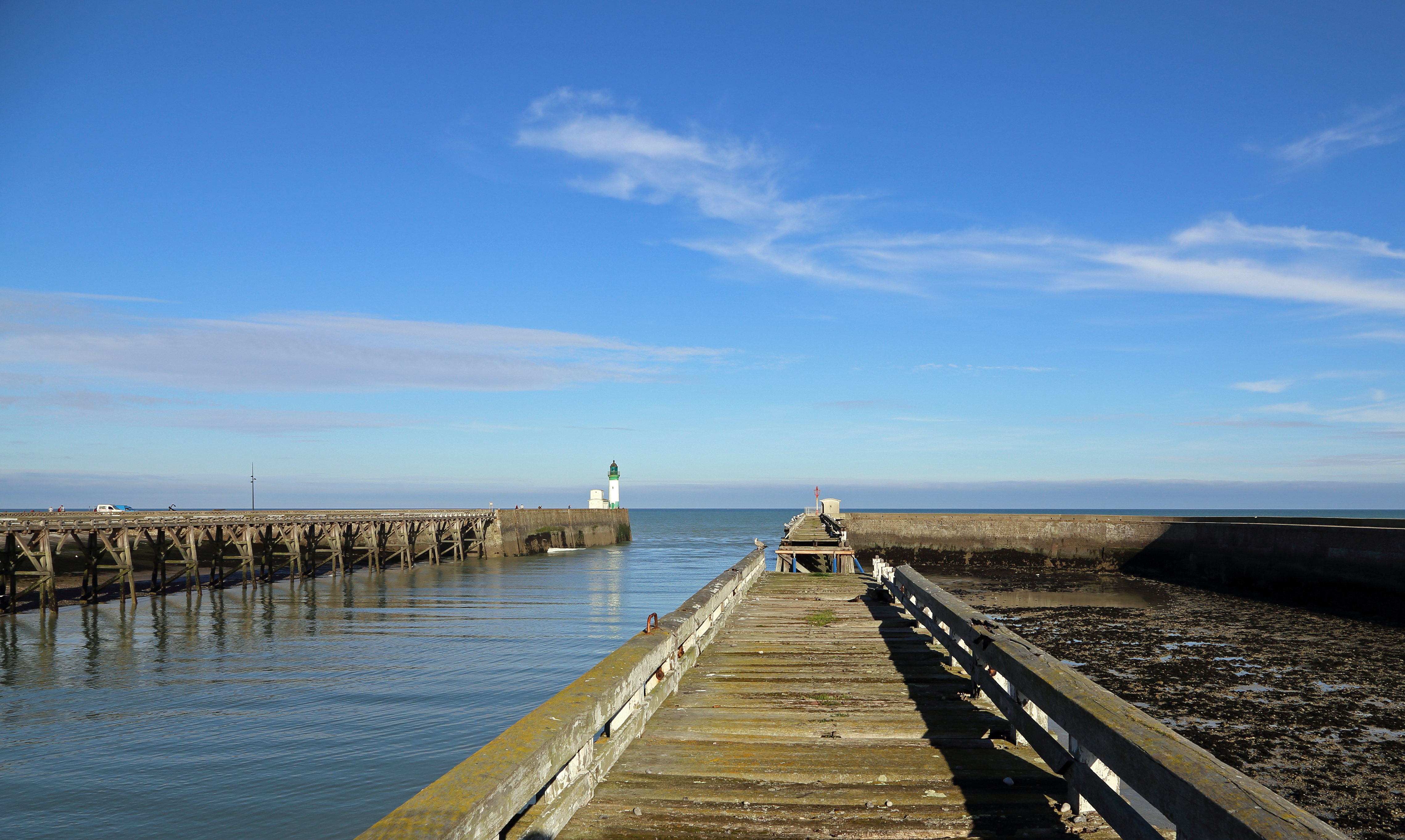
Hamn ingången
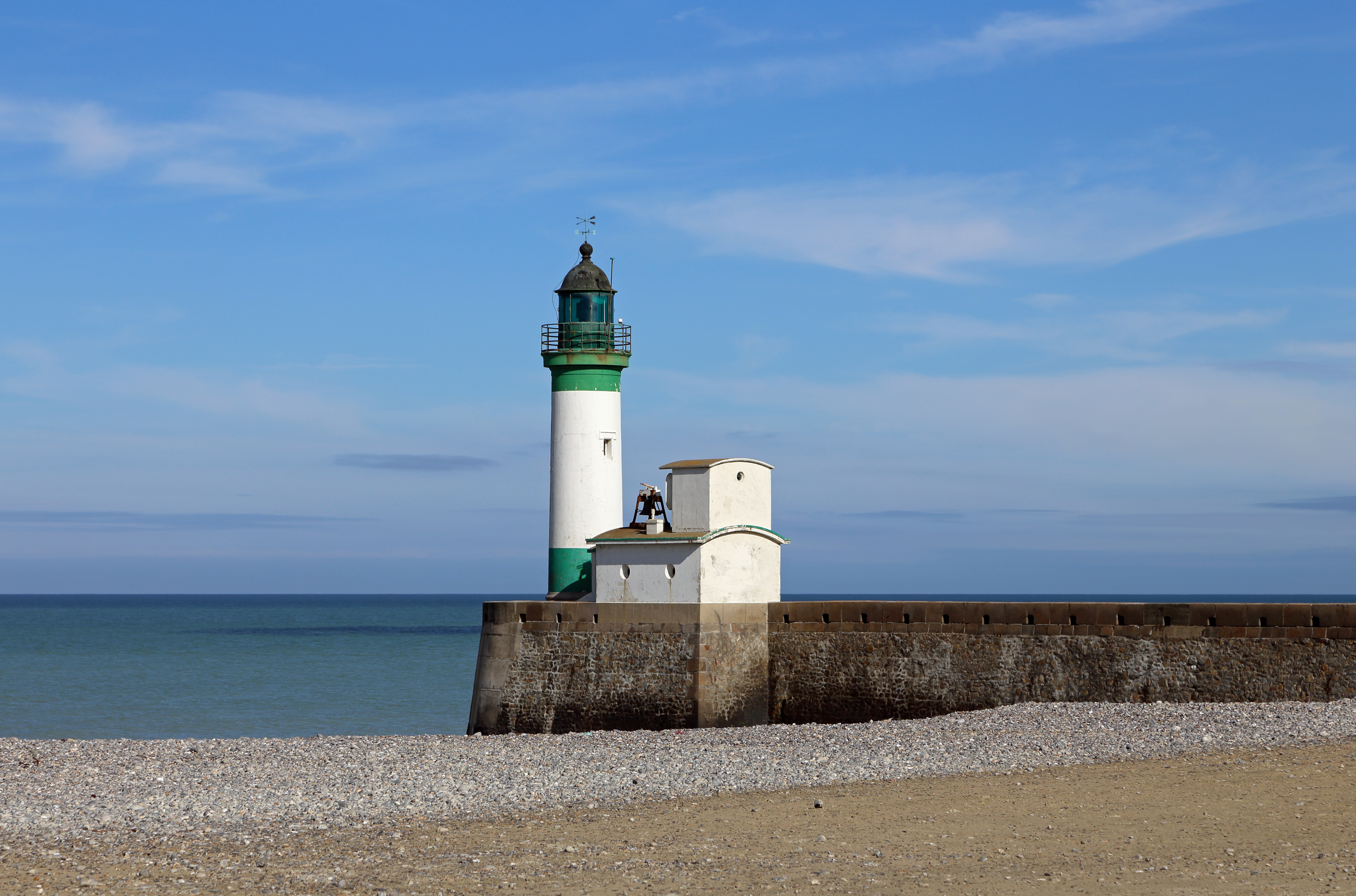
Västra pir med fyrtorn